# Cổng người khổng lồ Titan, Praha

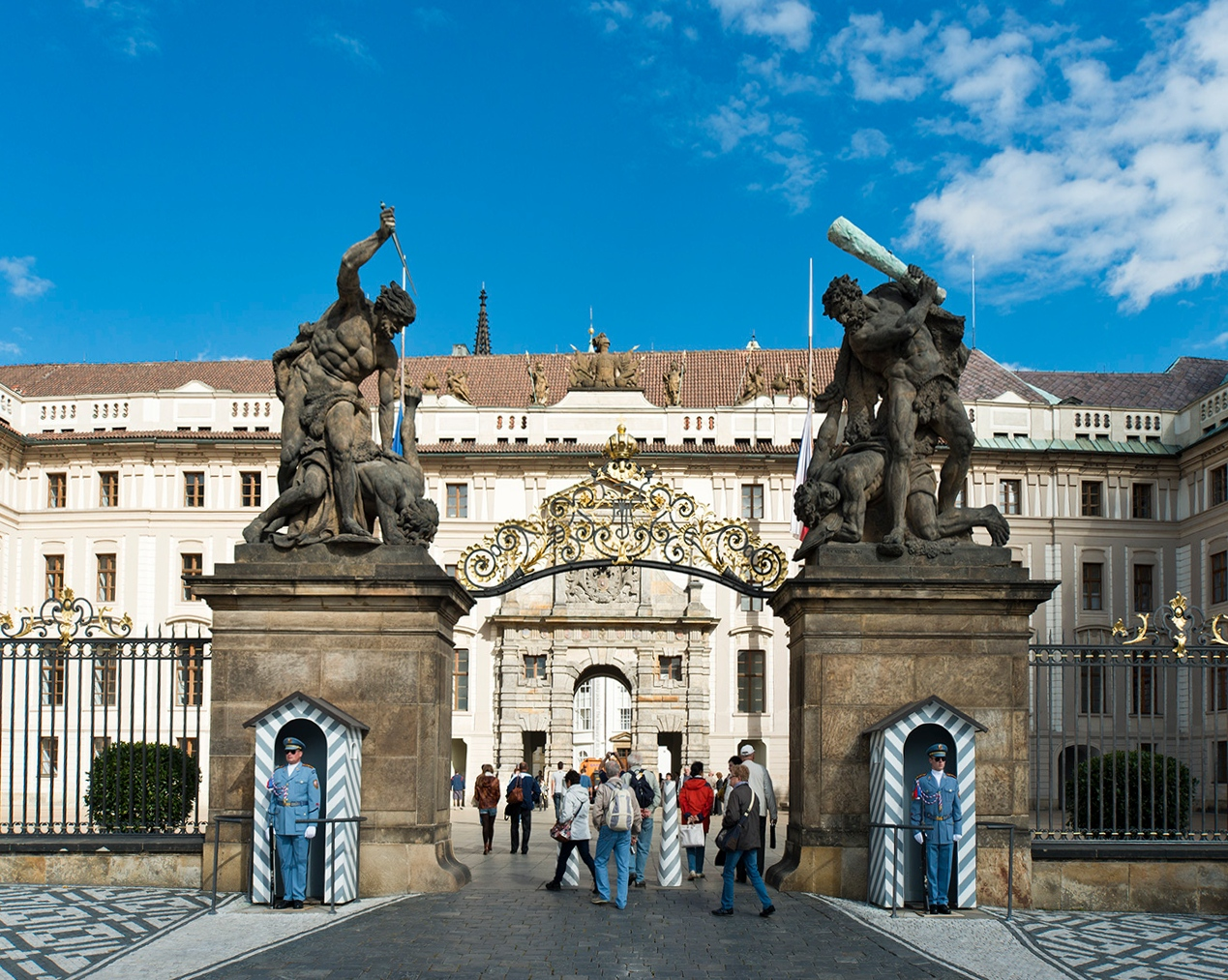
Cổng người khổng lồ Titan (Lâu đài Praha)

Cổng người khổng lồ Titan (tên gọi khác: Cổng các Titan đấu vật, hay Cổng người khổng lồ chiến đấu, tiếng Séc: Souboj Titánů) là một cặp tác phẩm điêu khắc nằm ở lối vào chính phía tây của lâu đài Praha, Cộng hòa Séc. Cổng người khổng lồ Titan tạo thành biên giới giữa quảng trường Hradčany và sân đầu tiên của lâu đài Praha.

## Lịch sử
Trên các trụ lớn ở cổng vào lâu đài Praha là một cặp tác phẩm điêu khắc bằng đá sa thạch được tạo hình đối xứng theo trục với kích thước hoành tráng. Tác giả ban đầu là Ignác František Platzer, một nhà điêu khắc người Áo gốc Séc thuộc trường phái chủ nghĩa cổ điển và Baroque. Ông hoàn thành cặp tác phẩm điêu khắc này trong giai đoạn 1761 - 1762.
Hai bức tượng hoành tráng này khắc họa hình ảnh đấu vật của những người khổng lồ đang cầm những vũ khí thời kỳ cổ đại. Thật ra, cặp tác phẩm điêu khắc ngày nay là bản sao của những bức tượng gốc (có từ năm 1902). Đây chính là thành quả từ công trình phục chế do hai nhà điêu khắc nổi tiếng - Čeněk Vosmík và Antonín Procházka thực hiện. Người khổng lồ bên trái đang vật lộn với một con dao do Procházka đảm nhiệm. Người khổng lồ bên phải đang cầm một chiếc chùy do Vosmík thực hiện.